# Mitad y mitad
Mitad y mitad es el décimo álbum de estudio de la agrupación de música regional mexicana, Calibre 50 , lanzado el 20 de julio de 2018 bajo el sello de Andaluz Music de Universal Music.

## Promoción

### Sencillos
«Mitad y mitad» se lanzó como primer sencillo el 10 de febrero del 2018, está escrita por Armando Ramos (Guitarra y Segunda voz de la agrupación) y Omar Tarazón.  «Mi sorpresa fuiste tú» se lanzó como segundo sencillo el 15 de junio del 2018, fue escrita por Edén Muñoz y José Luis Ortega.
«¿Por que cambiaste de opinión?» se lanzó como tercer sencillo el 15 de noviembre de 2018, está escrita por Edén Muñoz y Ernesto Martínez, en esta canción por primera vez la agrupación lanza un sencillo con banda.

## Lista de canciones
Créditos adaptados de Allmusic.

| N.º   | Título                           | Escritor(es)                                          | Duración |  |
| 1.    | «Mi paloma»                      | Edén Muñoz                                            | 2:23     |  |
| 2.    | «Nos tocaba ser feliz»           | Edén Muñoz· Juancho Zazueta                           | 3:14     |  |
| 3.    | «Mitad y mitad»                  | Armando Ramos· Omar Tarazón                           | 2:42     |  |
| 4.    | «Perdón»                         | Edén Muñoz                                            | 3:19     |  |
| 5.    | «Ni aunque me beses los pies»    | Edén Muñoz· Juancho Zazueta                           | 3:02     |  |
| 6.    | «Tu patrocinador»                | Edén Muñoz· Danilo Aviléz                             | 2:54     |  |
| 7.    | «Don Arturo»                     | Edén Muñoz                                            | 2:50     |  |
| 8.    | «Mi sorpresa fuiste tú»          | Edén Muñoz· José Luis Ortega Castro                   | 3:49     |  |
| 9.    | «A mover los pies»               | Emmanuel Delgado · Francisco Rafael González Terrazas | 2:17     |  |
| 10.   | «¿Por qué cambiaste de opinión?» | Edén Muñoz· Ernesto Martínez                          | 4:02     |  |
| 11.   | «Una mala racha»                 | Edén Muñoz                                            | 3:16     |  |
| 12.   | «De corazón ranchero»            | Edén Muñoz· Geovani Cabrera                           | 3:15     |  |
| 13.   | «Nomás por eso»                  | Armando Ramos · Iván Gámez                            | 2:23     |  |
| 14.   | «El quijote de Don Chuy»         | Edén Muñoz                                            | 3:21     |  |
| 42:50 |                                  |                                                       |          |  |